# Ophioglossum austro-asiaticum
Ophioglossum austro-asiaticum là một loài dương xỉ trong họ Ophioglossaceae. Loài này được M. Nishida mô tả khoa học đầu tiên năm 1959.